# Château de Vauchaussade
Le château de Vauchaussade est situé sur la commune du Compas (France).

## Localisation
Le château est situé sur la commune du Compas dans le département de la Creuse et la région Nouvelle-Aquitaine.

## Description
Le château de Vauchaussade est un grand corps de logis qui présente une tour d'escalier en façade et deux ailes inégales, perpendiculaires, à l'arrière. Une terrasse à mur de soutènement crénelé et terminé par une tour circulaire, ainsi qu'un pavillon, précède l'édifice, flanqué à droite d'une longue écurie agrandie d'une grange en retour. À l'intérieur de la demeure le corps de logis conserve des restes de décor peint au premier étage. 

## Historique
Le comte Jean-François de Durat est né au château de Vauchaussade en 1736 et y meurt le 23 février 1830. 
Le domaine et le château sont inscrits au titre des monuments historiques par arrêté du 7 janvier 2009.